# Marie Krøyer
Marie Triepcke Krøyer Alfvén, nota come Marie Krøyer (Frederiksberg, 11 giugno 1867 – Stoccolma, 25 maggio 1940), è stata una pittrice e progettista danese.
Promosse l'ingresso delle donne nelle scuole d'arte. È ricordata soprattutto per essere stata la moglie di Peder Severin Krøyer, uno dei membri di maggior successo della colonia di artisti nota con il nome di "pittori di Skagen", che fiorì alla fine del secolo XIX nell'estremo nord dello Jutland. Dalla tenera età, Marie aspirava a diventare un'artista, e dopo essersi formata privatamente a Copenaghen, viaggiò a Parigi per continuare i propri studi. Fu lì, all'inizio del 1889, che conobbe Krøyer, che subito si innamorò perdutamente di lei. Nonostante egli avesse 16 anni più di lei, i due si sposarono quell'estate e nel 1891 si stabilirono a Skagen. Ispirato chiaramente dalla bellezza di Marie, Krøyer ebbe abbastanza occasioni per ritrarla sia negli interni che all'esterno, soprattutto alla spiaggia. La vita matrimoniale divenne difficile dopo che Krøyer iniziò ad attraversare dei periodi di malattia mentale, intorno al 1900. Marie iniziò una relazione extraconiugale con il compositore svedese Hugo Alfvén, anch'egli rapito dalla sua bellezza. Insieme ebbero un figlio, quindi Marie divorziò da Krøyer e si trasferì in Svezia con Alfvén. Si sposarono nel 1912, ma i problemi della coppia portarono a un nuovo divorzio.
Marie era restia a dipingere dopo aver conosciuto Krøyer, che riteneva un artista molto più competente di lei. Ella è ricordata più per essere la protagonista dei dipinti famosi di Krøyer che per le proprie opere, anche nel secolo XXI alcuni dei suoi quadri sono stati oggetto di un nuovo interesse. Attualmente è riconosciuta anche per i suoi contributi importanti nel disegno e nell'architettura.

## Biografia

Marie Triepcke all'età di sedici anni, ritratta da Bertha Wegmann nel 1885.

Nata a Frederiksberg, in Danimarca, ella era la figlia di Max Triepcke, il direttore tecnico dell'azienda tessile J. H. Rubens, e di sua moglie Minna Augusta Kindler, emigrata in Danimarca dalla Germania nel 1866. Passò una vita tranquilla da membro della classe media crescendo nella casa dei Triepcke, assieme ai suoi due fratelli Wilhelm e Valdemar. Una compagna di scuola dell'infanzia, Ida Hirschsprung, mise in contatto Marie con i suoi zii, Heinrich e Pauline Hirschsprung. Heinrich Hirschsprung, che era un uomo d'affari importante che gestiva una fabbrica di tabacco di successo ed era anche un mecenate, mostrò presto un interesse per le opere di Peder Severin Krøyer.
Fin dalla tenera età Marie mostrò un grande interesse per l'arte, aspirando a diventare una pittrice. Allora era molto difficile per una donna formarsi come artista, ma lei aveva del talento e contava sul sostegno dei suoi genitori. Studiò in forma privata con Carl Thomsen negli anni 1880 e venne assistita lungo il suo percorso da Bertha Wegmann, una ritrattista di spicco dell'epoca per la quale fece la modella all'età di sedici anni. Dato che non c'erano delle scuole pubbliche per le donne artiste, Marie ebbe l'idea di rendere più economica la formazione privata, formando un gruppo di donne che erano interessate ad essere delle artiste, affittando uno studio e chiedendo ai migliori maestri d'arte di venire lì e occasionalmente di dare loro dei consigli. Tra gli artisti che a volte passavano di lì c'erano Laurits Tuxen e Peder Severin Krøyer, a capo dei pittori di Skagen e futuro marito di Marie, anche se Krøyer era sprezzante nei confronti della scuola di "giovani pittrici". Nel giugno del 1888, Marie si fidanzò con Robert Hirschsprung, il figlio di Heinrich e Pauline, tuttavia egli era propenso a cadere in depressioni profonde e sembra che abbia interrotto il fidanzamento non molto tempo dopo. Nel 1887, ella fece la sua prima breve visita a Skagen, ma non sono note le opere da lei create in questa occasione.
Nel dicembre del 1888, Marie si recò a Parigi, dove, nella primavera del 1889, studiò assieme ad Anna Ancher nello studio di Pierre Puvis de Chavannes. Anna Ancher, una collega danese di Skagen, nello Jutland settentrionale, divenne una sua amica per tutta la vita. Marie Krøyer studiò anche negli atelier di Gustave Courtois e Alfred Philippe Roll, dove scoprì l'impressionismo e il naturalismo, che avrebbero influenzato fortemente il suo stile pittorico. Sempre interessata a lottare per delle condizioni migliori per le artiste donne, fu tra le prime a esporre a Den Frie Udstilling ("la mostra libera") nel 1891, un'alternativa all'accademia di Charlottenborg, che non accettava le opere muliebri.
Marie fece amicizia anche con i pittori Harald Slott-Møller e sua moglie Agnes Rambusch. Agnes avrebbe contribuito per tutta la vita a sostenere e incoraggiare le ricerche artistiche di Marie. Degli altri amici con i quali mantenne una corrispondenza esaustiva includevano Georg Brandes, un critico e investigatore, che ammirava, il poeta Sophus Schandorph e sua moglie, che trattò Marie come fosse sua figlia.

## Matrimonio con Krøyer

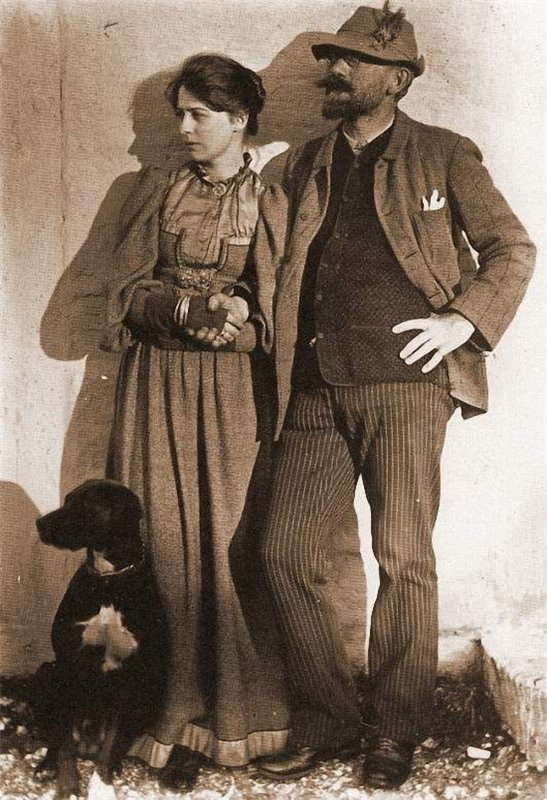
Marie con Peder Severin Krøyer e il suo cane, Rap, fotografati a Skagen (1892)

Poco dopo essere arrivata a Parigi nel dicembre del 1888, Marie incontrò nuovamente Peder Severin Krøyer nel Café de la Régence, uno dei locali preferiti di molti artisti danesi che vivevano in questa città alla fine degli anni 1880. Ella salutò Krøyer, che stava passando, riconoscendolo dalle sue visite occasionali alle "classi di donne" a Copenaghen e dalle sedute nelle quali aveva fatto da modella per il dipinto Il duetto (1887). Subito Krøyer, che non la ricordava particolarmente da Copenaghen, si innamorò follemente di lei. Dopo il fidanzamento iniziato il 7 maggio, si due si sposarono il 23 luglio del 1889 nella casa dei Triepcke ad Augusta, in Germania (i Triepcke si erano visti costretti a trasferirsi in Germania nel 1888 perché il padre di Marie aveva perso il lavoro). Passarono la loro luna di miele a Stenbjerg, un villaggio di pescatori nel nordovest dello Jutland, nell'ex isola di Thy, evitando l'attenzione degli artisti di Skagen. Fu lì dove Krøyer dipinse il primo di una lunga serie di ritratti di sua moglie.
Essi viaggiarono attraverso gran parte dell'Italia, visitando Amalfi e Ravello. Mentre si trovava lì, Marie contrasse la febbre tifoidea, che la scoraggiò dal lavorare sui suoi dipinti, sebbene una sua opera che sopravvisse a quel viaggio sia uno studio di una bambina italiana. La coppia tornò in Danimarca nel dicembre del 1890. Dopo dei periodi passati a Copenaghen e Hornbæk, i due si recarono a Skagen nel maggio del 1891. Gli anni successivi passarono le estati a Skagen e gli inverni a Copenaghen. A Skagen inizialmente alloggiarono nell'albergo Brøndums, ma dal 1894 affittarono una casa a Skagens Vesterby, e nel 1895 si trasferirono in una loro casa a Byfogedskoven. Le estati che Krøyer passò con sua moglie negli anni 1890 furono chiaramente una fonte di ispirazione per lui, soprattutto perché Marie stessa aveva un certo fascino, citando spesso Keats: "Bellezza è verità, verità è bellezza".
A quanto sembra, il matrimonio con Krøyer diminuì le ambizioni di Marie di farsi un nome come pittrice. Infatti, si ha solo la certezza di un'opera che venne dipinta da lei a Skagen. Invece, si concentrò sul migliorare la sua casa estiva, progettando vari mobili, proprio come fece mentre passava i suoi inverni nella casa di Bregensgade, a Copenaghen.
Non è molto chiaro ciò che scoraggiò davvero Marie dal dipingere, ma è poco probabile che abbia ricevuto dell'incoraggiamento da parte di suo marito. Dalla sua corrispondenza si scopre che le mancava la fiducia in sé stessa e che aveva dei problemi di salute. Sembra anche che abbia sofferto di depressione post-parto dopo la nascita di sua figlia Vibeke nel 1895. Molti dei suoi amici e colleghi la descrissero come abbastanza introversa, che spesso si lamentava del mal di testa e se ne andava a dormire, forse a causa dei suoi problemi matrimoniali.
Quando Vibeke era ancora una bambina piccola, la salute di Krøyer iniziò a peggiorare attraversando degli episodi di malattie mentali, rendendo il matrimonio sempre più difficile. Nel 1900, egli entrò nell'ospedale psichiatrico di Middelfart, in quello che fu il primo di molti lunghi ricoveri. I due passavano sempre meno tempo insieme e spesso viaggiavano da soli. Nel 1902, fu durante una visita che Marie fece a Taormina, in Sicilia, che conobbe Hugo Alfvén.

## Vita con Hugo Alfvén

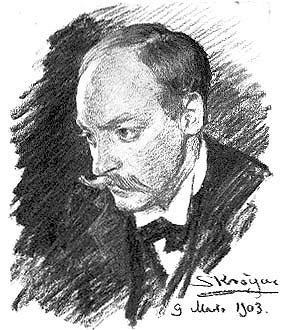
Hugo Alfvén in un disegno di Peder Severin Krøyer del 1903.

Molto tempo prima di conoscere Marie, Hugo Alfvén era già rimasto colpito dalla sua bellezza riflessa nei quadri di Krøyer. Dopo aver visto uno dei suoi ritratti, affermò: "Non avevo mai visto una donna più bella, e la grazia e l'eleganza della sua figura mi hanno lasciato assolutamente stregato." Mentre si trovava a Taormina con sua figlia Vibeke, Marie voleva che una sua amica, la cantante Anna Norrie, la raggiungesse. Dato che Norrie si trovava con Alfvén a Berlino, Marie li invitò entrambi. Alfvén, cinque anni più giovane di lei, iniziò a inseguirla e Marie cedette subito. La sua relazione era tanto intrisa di passione che, subito dopo il suo viaggio in Italia, Marie si recò a Parigi e chiese a Krøyer il divorzio. Krøyer glielo negò, credendo che si trattasse soltanto di un capriccio passeggero, e le ordinò di tornare a Skagen. Krøyer si sbagliava: la relazione continuò e Marie non perse mai un'occasione per stare assieme ad Alfvén a Skagen, a Copenaghen o in Svezia. Dopo essere rimasta incinta nel 1905, alla fine Krøyer accettò le richieste di divorzio, ma mantenne la custodia di sua figlia Vibeke. La maggior parte degli amici di Krøyer interruppe i rapporti con lei, quando, come lei scrisse, commise "il gesto inconcepibile e ridicolo di lasciare Krøyer - quell'uomo buono, magnanimo e delizioso"; solo Michael e Anna Ancher continuarono a essere suoi amici stretti.

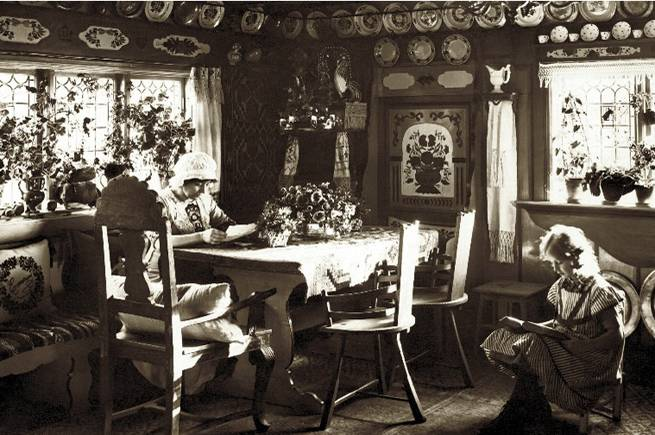
Marie Krøyer con Margita, ad Alfvéngården, 1912 circa.

La seconda figlia di Marie, Margita, nacque a Copenaghen nel 1905. Lì Marie trascorse due anni facendo crescere sua figlia finché non raggiunse Alfvén in Svezia nel 1907. Krøyer, la cui salute peggiorò dopo il divorzio, morì a Skagen nel novembre del 1909; Marie, che cambiò cognome in Alfvén, tornò per il funerale nonostante le fosse stato chiesto di non essere presente.
All'inizio Alfvén esitò a sposarsi con Marie, temendo delle ripercussioni sulla sua carriera come direttore di coro. Alla fine le nozze si celebrarono il 30 gennaio del 1912, a Uppsala, dopodiché la coppia si trasferì in una casa nuova, "Alfvéngården", a Tällberg. Costruita interamente su suo progetto, Marie progettò i mobili e gli interni, nonché anche vari edifici piccoli e graziosi nello stile locale in tutta la proprietà.
Per Marie il matrimonio divenne nuovamente infelice. Anche prima delle nozze, aveva scoperto le infedeltà di Alfvén con varie donne, ma andò avanti con il matrimonio per il bene di Margita. Alfvén divenne sempre più instabile, ed egli chiese il divorzio nel 1928. All'inizio Marie rifiutò, ma dopo delle difficoltà più gravi nella sua relazione e dopo numerose discussioni in tribunale, alla fine la coppia si separò nel 1936. Alfvéngården, soggetta a una delle contese principali, venne lasciata a Margita, mentre Marie si trasferì a Stoccolma, dove visse da sola il resto della sua vita.

## Dipinti

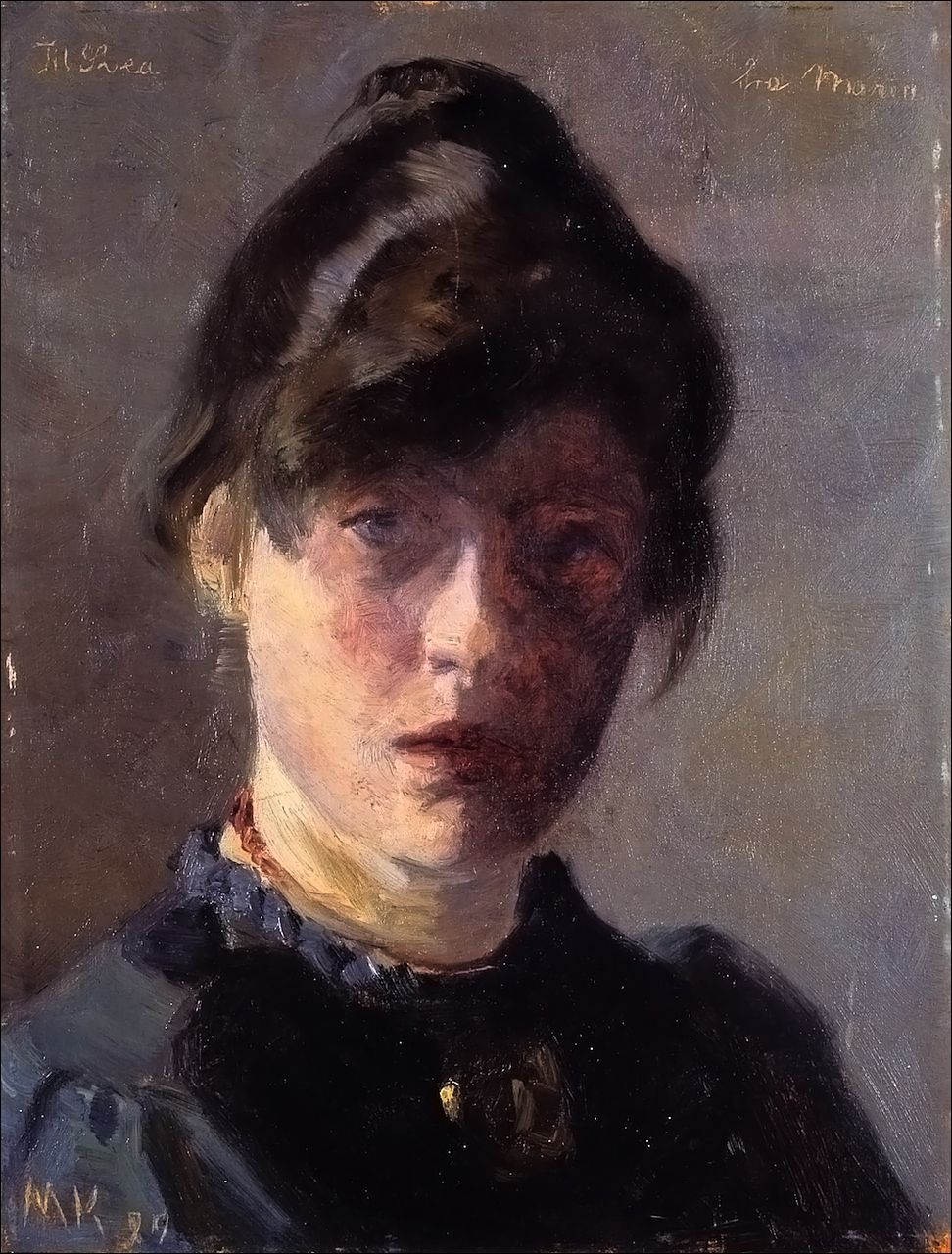
Marie Krøyer, Autoritratto, 1889

Quando stava con Krøyer, Marie dipingeva poco; riteneva che il suo talento fosse inferiore e si sentiva frustrata di non potersi dedicarsi completamente all'arte dato che aveva accettato che il suo ruolo fosse quello di essere moglie e madre: "A volte penso che tutto lo sforzo sia vano, abbiamo troppe cose da superare... Che senso ha davvero che io dipinga, non realizzerò mai e poi mai nulla di veramente grande... Voglio credere nella nostra causa, anche se a volte è terribilmente difficile." Così Marie Triepcke descrisse il suo percorso nel mondo dell'arte. Al contrario, la sua amica Anna Ancher ebbe un rapporto migliore con suo marito; non si preoccupava dei compiti domestici, e i suoi stili e motivi artistici erano tanto diversi che il confronto diretto non fu mai un problema.
Solo una piccola parte dei dipinti di Marie è sopravvissuta, per lo più tele piccole; Lisa Svanholm crede che l'assenza di opere grandi sia una prova ulteriore della mancanza di fiducia di Marie per il suo talento. Di un interesse particolare sono il suo Autoritratto impressionista (1889), nel quale trasmette una visione cupa di sé stessa, enfatizzata dalle pennellate spesse e dalle ombre sparse su quasi tutto il volto, e il suo ultimo dipinto noto, il Mercato in un villaggio francese (Markedsplads i en fransk by) del 1898, una piccola tela impressionista che mostra tutto il suo talento.
Nonostante Marie Krøyer fosse nota per la sua beltà durante la sua vita, fu solo con la morte di sua figlia Vibeke nel 1986 che venne rivelato il suo talento come artista. I dipinti lasciati da Vibeke, oggi nel museo di Skagen, mostravano che sua madre fu una grande pittrice che aveva un potenziale non sviluppato per diventare una degli artisti principali di Skagen. Ciò venne evidenziato ulteriormente nel 2002, grazie alla pubblicazione del libro di Tonni Arnold Kunsten i Marie Krøyers liv ("L'arte nella vita di Marie Krøyer"), quando una mostra di alcune delle sue opere fino a quel momento sconosciute, 40 dipinti e 20 bozzetti, si tenne al Kunstforeningen copenaghense dopo che l'autore le aveva rintracciate in Svezia. Arnold commentò: "È abbastanza chiaro che tentò di avere successo come pittrice ma che le circostanze erano contro di lei. Dopo che Krøyer venne colpito dai suoi problemi di salute mentale, Marie si arrese... Ma ora sappiamo che per lunghi periodi ella lottò seriamente per essere un'artista, che fece il proprio percorso e che qualcosa uscì da tutto ciò."

## Talenti decorativi
Marie Krøyer si ispirò al progettista scozzese Charles Rennie Mackintosh per progettare dei mobili. Quando lei e suo marito si trasferirono nella casa del funzionario municipale di Skagens Vesterby nel 1895, ella progettò il mobilio e gli interni, proprio come aveva fatto quando avevano acquistato la casa copenaghense a Bergensgade. Attualmente alcuni dei suoi mobili si trovano al museo nazionale della Danimarca. Essendo iscritta alla rivista The Studio, poté seguire anche i progetti di William Morris ed Edward Burne-Jones, che erano dei membri del movimento Arts & Crafts. Si interessava di caminetti e di tessuti, di accessori da cucina e di pannelli per le pareti, ispirando l'architetto di Skagen Ulrik Plesner a prendere in considerazione i suoi progetti per le sue opere.
Fu anche l'architettrice che realizzò l'Alfvénsgaard, la casa che lei e Alfvén condivisero a Tällberg, in Svezia. Nel 1905, dopo che Krøyer le concesse finalmente il divorzio, si trasferì nella provincia svedese della Dalecarlia, dove Alfvén aveva comprato un ampio terreno nei pressi del lago Siljan. Reagendo contro l'industrializzazione, gli intellettuali svedesi che sostenevano la natura e le vecchie tradizioni costruttive si erano trasferiti in quella regione. Marie progettò la sua nuova casa, Alfvénsgaard, combinando le tradizioni edilizie locali svedesi con degli interni nello stile dell'Art Nouveau, tenendo conto delle abilità artigianali danesi. Gli artigiani locali eseguirono i suoi ordini nonostante non fossero abituati a riceverli da parte di una donna.

## Morte
Marie Krøyer morì di cancro a Stoccolma, il 25 maggio del 1940, e venne sepolta nel cimitero di Leksand, in Svezia centrale, non lontano da Alfvéngården. Le sue due figlie, Vibeke e Margita, furono sepolte accanto a lei. La tomba di Hugo Alfvén si trova nei paraggi, mentre Krøyer è sepolto a Skagen.

## Nella cultura di massa
Marie Krøyer, interpretata dall'attrice Pia Vieth, compare nel film del 1987 Hip hip hurra!, basato sulla vita di Peder Severin Krøyer. Nel 2012, uscì Marie Krøyer, una pellicola basata sulla biografia dell'artista scritta da Anastassia Arnold, nella quale la pittrice è interpretata dall'attrice Birgitte Hjort Sørensen.